# Arquitectura novedosa

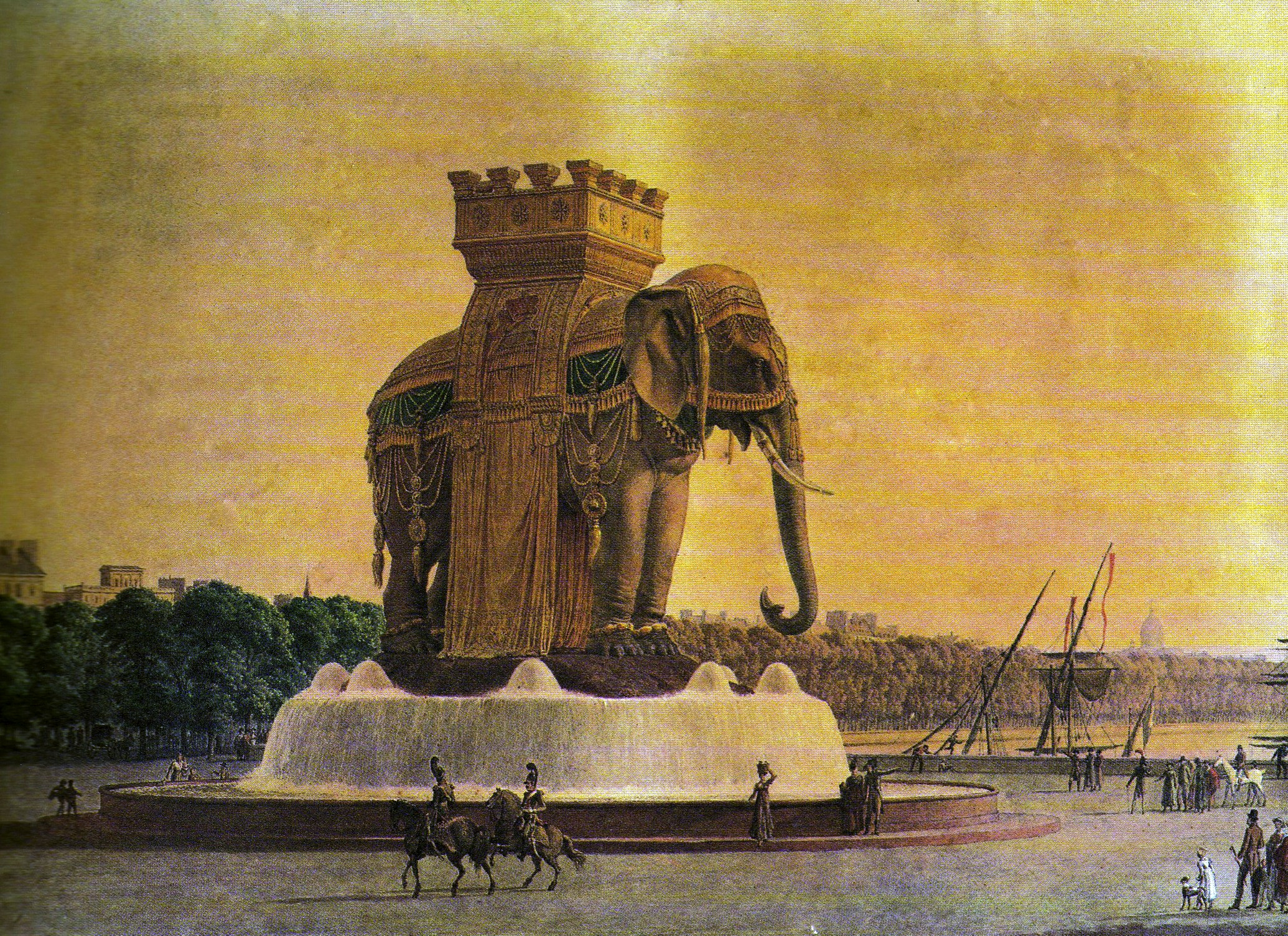
El Elefante de la Bastilla (1813–1846), París.

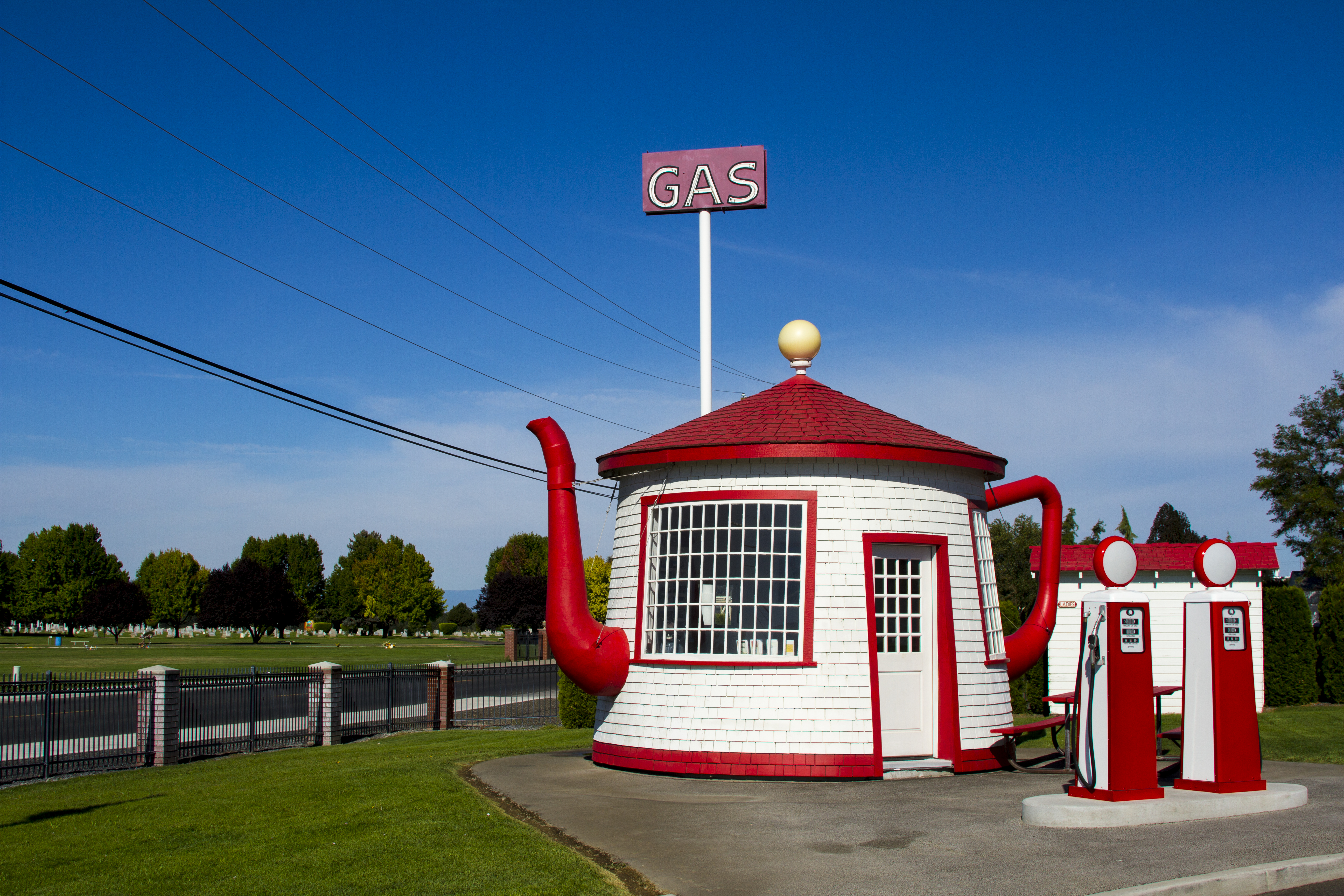
Estación de servicio «tetera», Zillah (Washington).

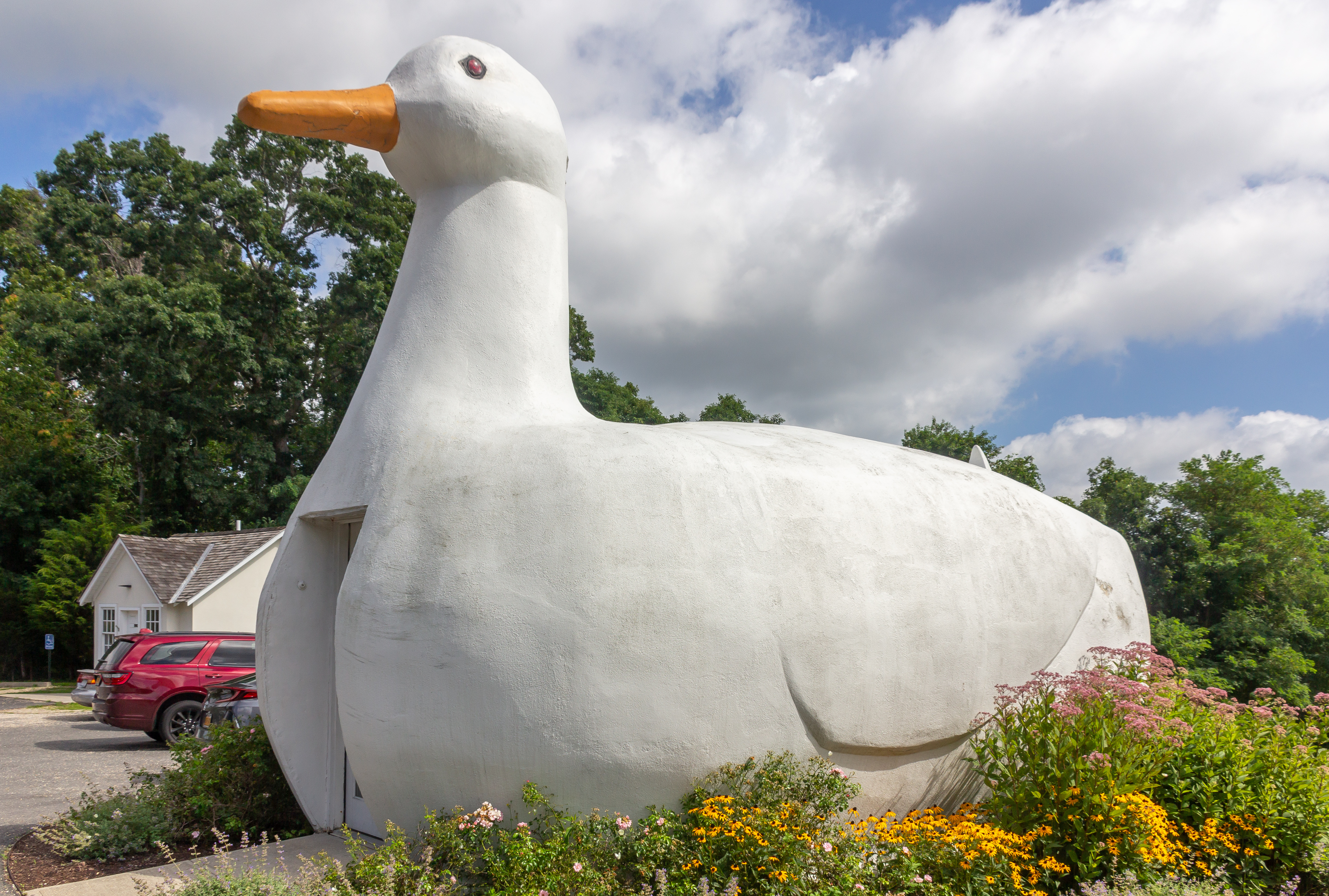
El Big Duck (1931), Flanders (Nueva York).

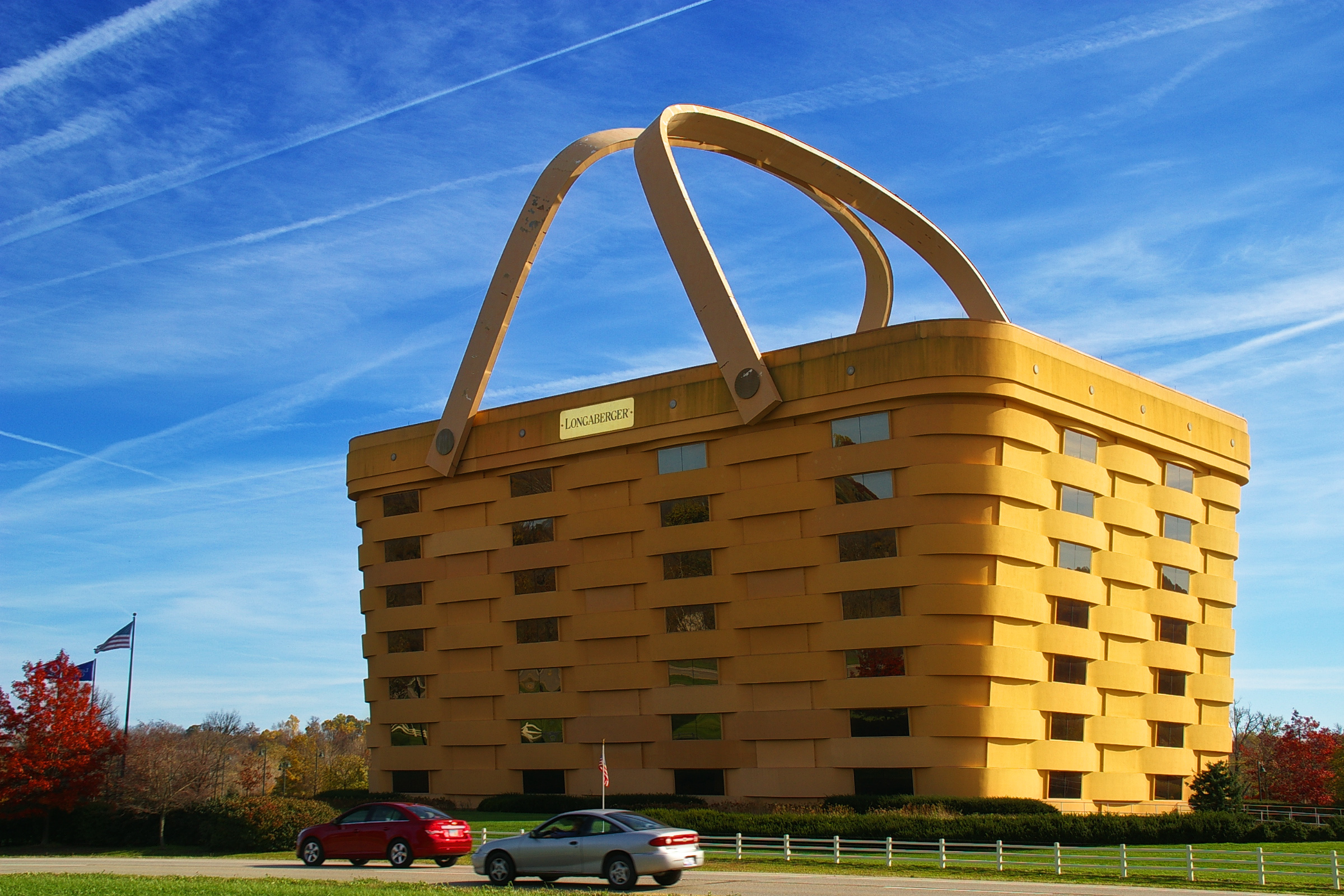
Sede de la Longaberger Company, Newark (Ohio).

La arquitectura novedosa, también llamada arquitectura programática o arquitectura mimética, es un tipo de arquitectura en la cual los edificios y otras estructuras tienen formas inusuales por propósitos como la publicidad o copiar monumentos célebres sin ninguna intención de autenticidad. Su tamaño y novedad hacen que sirvan a menudo como atracciones turísticas. Se distingue de los caprichos arquitectónicos en que la arquitectura novedosa es, esencialmente, edificios utilizables con formas excéntricas, mientras los caprichos son edificios no utilizables, puramente ornamentales, también a menudo con formas excéntricas.

## Descripción
Aunque existen ejemplos anteriores, como el nunca construido Elefante de la Bastilla en París, el estilo se hizo popular en los Estados Unidos, y posteriormente en otros países, a medida que aumentaron los viajes en automóvil en la década de 1930. La Estatua de la Libertad de Nueva York es una estatua que es en parte escultura y en parte monumento, la cual, al igual que muchos ejemplos posteriores de arquitectura novedosa, tiene un interior accesible y se ha convertido en una atracción turística.
Construir arquitectura novedosa junto a las carreteras se convirtió en una manera de atraer a los motoristas a un diner, cafetería o atracción de carretera, por lo que estos edificios se diseñaron con formas inusuales, a menudo con la forma de las cosas que se vendían en su interior. Esta arquitectura «mimética» se convirtió en una tendencia, y se construyeron muchas cafeterías de carretera con forma de cafeteras gigantes, puestos de hot dogs con forma de hot dogs gigantes y puestos de fruta con forma de naranjas u otras frutas. Tail o' the Pup es un puesto de hot dogs de Los Ángeles con forma de hot dog, el Brown Derby es un restaurante con forma de bombín (en inglés, derby), la Bondurant's Pharmacy es una farmacia con forma de mortero, el Big Apple Restaurant es una manzana de 10.7 metros de altura y el Big Duck es una tienda de aves de corral con forma de pato (actualmente una tienda de recuerdos). En Montreal se encuentra el restaurante Gibeau Orange Julep, una esfera truncada de color naranja de 12 metros de altura construida en 1966 (en sustitución de una esfera más pequeña de 1945), que todavía funciona en la actualidad.
La arquitectura novedosa, programática o mimética puede asumir la forma de objetos normalmente no asociados con edificios, como caracteres, animales, personas u objetos domésticos. Dos ejemplos de esto son Lucy the Elephant, un elefante gigante, y la sede de la Longaberger Company, con forma de cesto. También puede haber un elemento de caricatura asociado con este tipo de arquitectura. Estos animales, frutas y verduras gigantes, o las réplicas de monumentos célebres, a menudo sirven como atracciones por sí mismas. Algunas de ellas simplemente tienen formas inusuales o están construidas con materiales poco comunes.
Muchos ejemplos de arquitectura novedosa fueron diseñados para atraer a los clientes que pasan en automóvil asumiendo la forma de los productos que se venden en su interior. Otros, como muchos casinos de Las Vegas y Macao, están inspirados en monumentos célebres de todo el mundo.

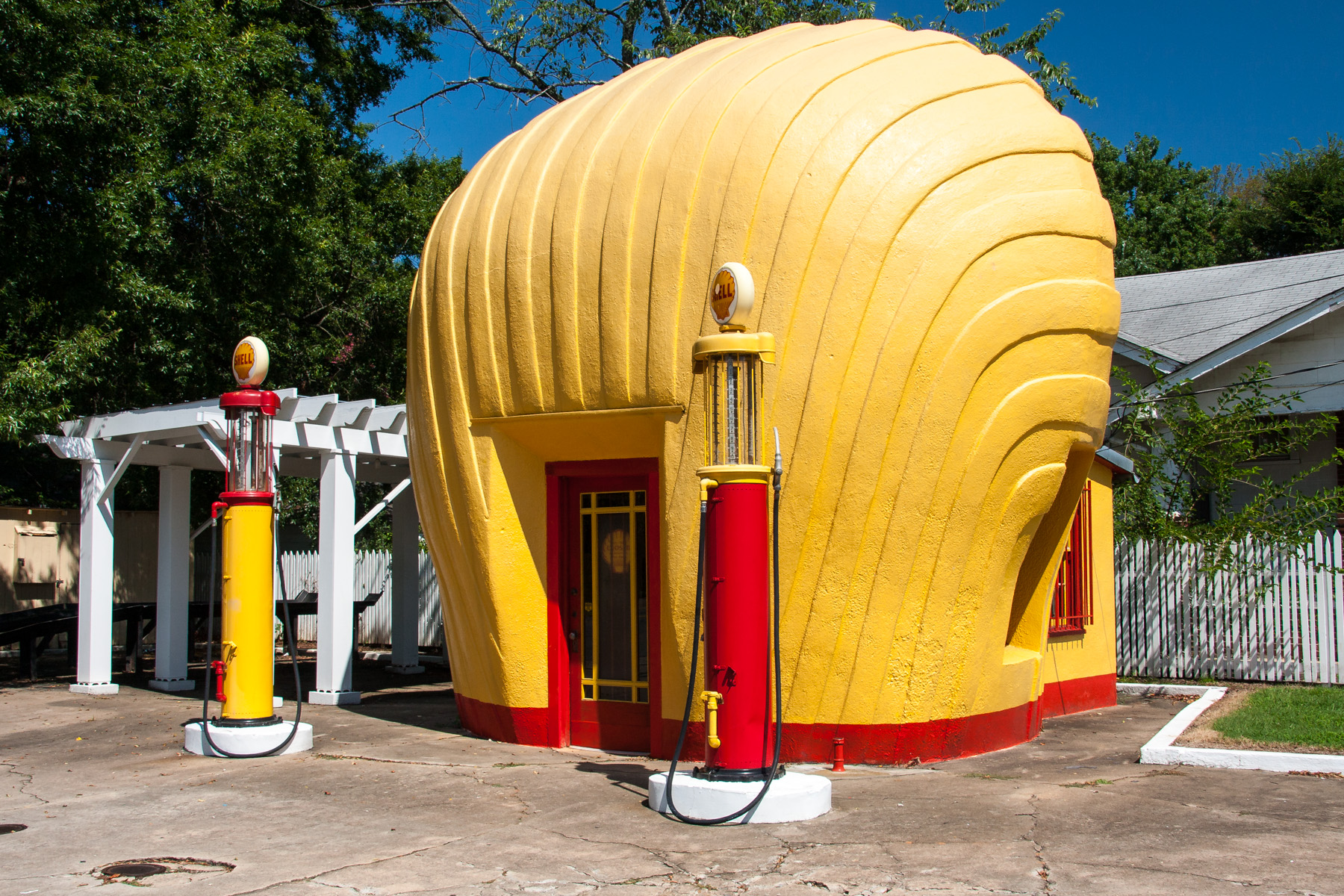
Estación de servicio Shell en Winston-Salem (Carolina del Norte).
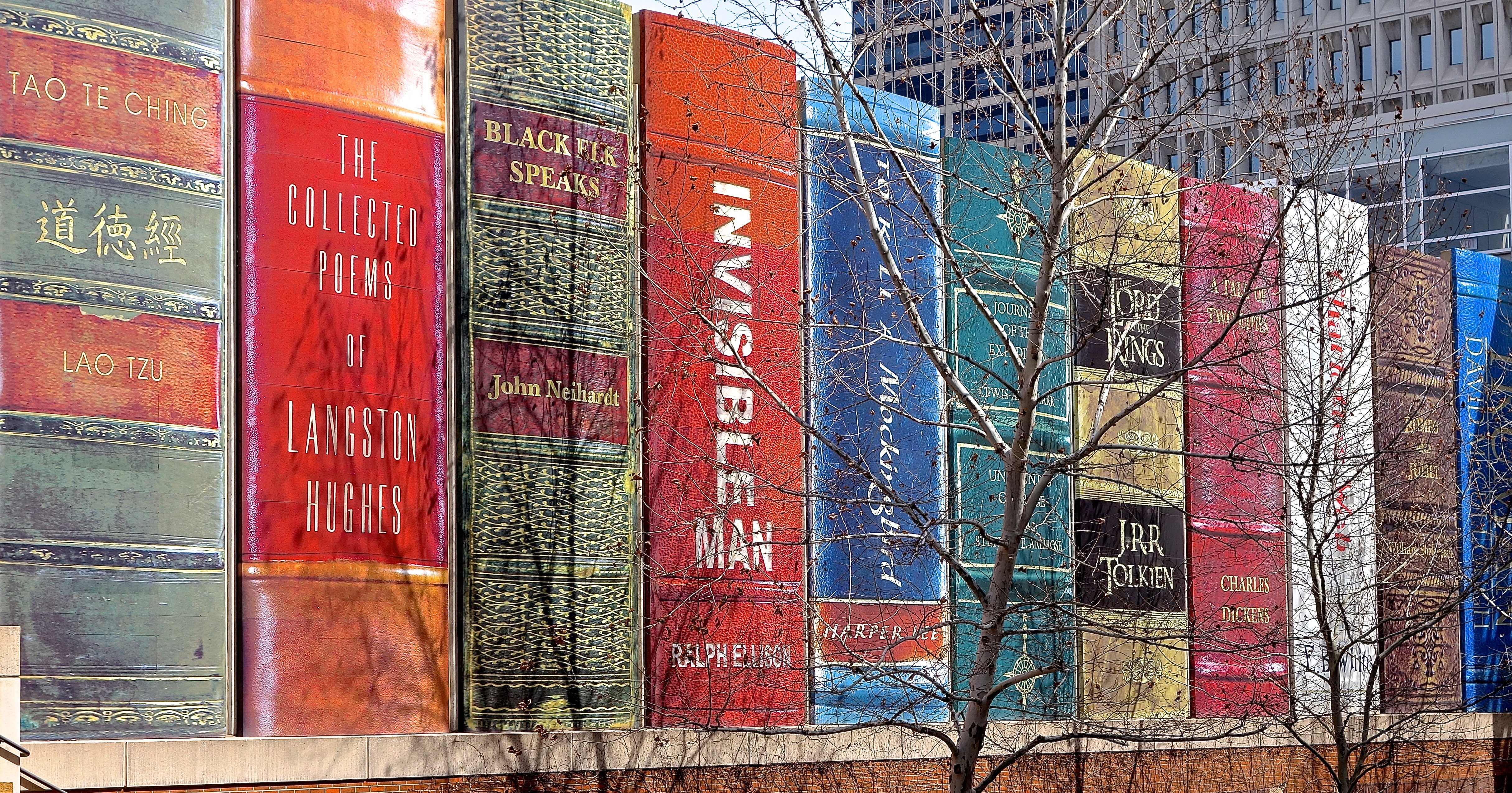
El aparcamiento de la Biblioteca Pública de Kansas City (2004).
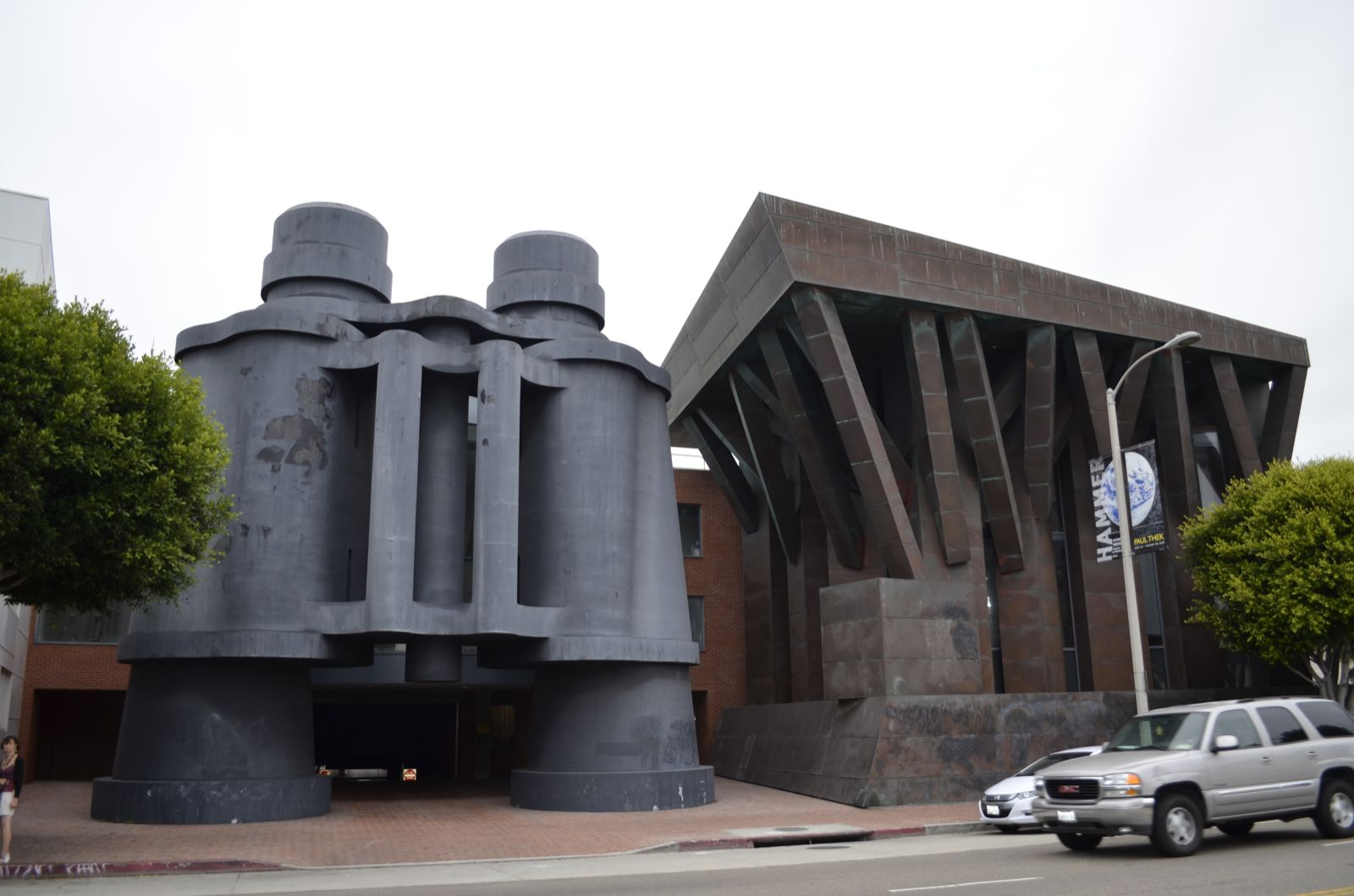
El Binoculars Building (1991), diseñado por Frank Gehry, en Venice (California).
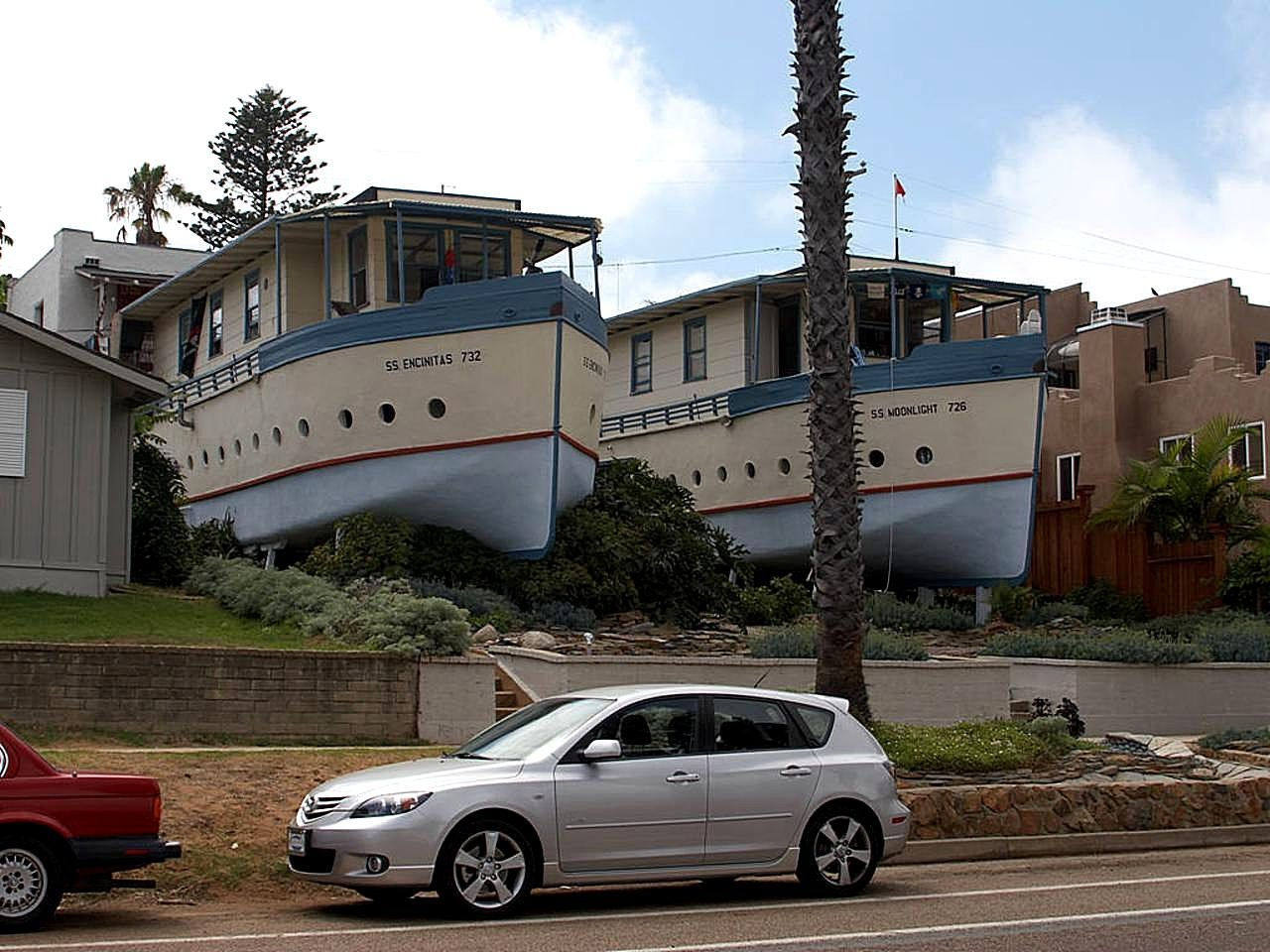
Encinitas Boathouses, en Encinitas (California).
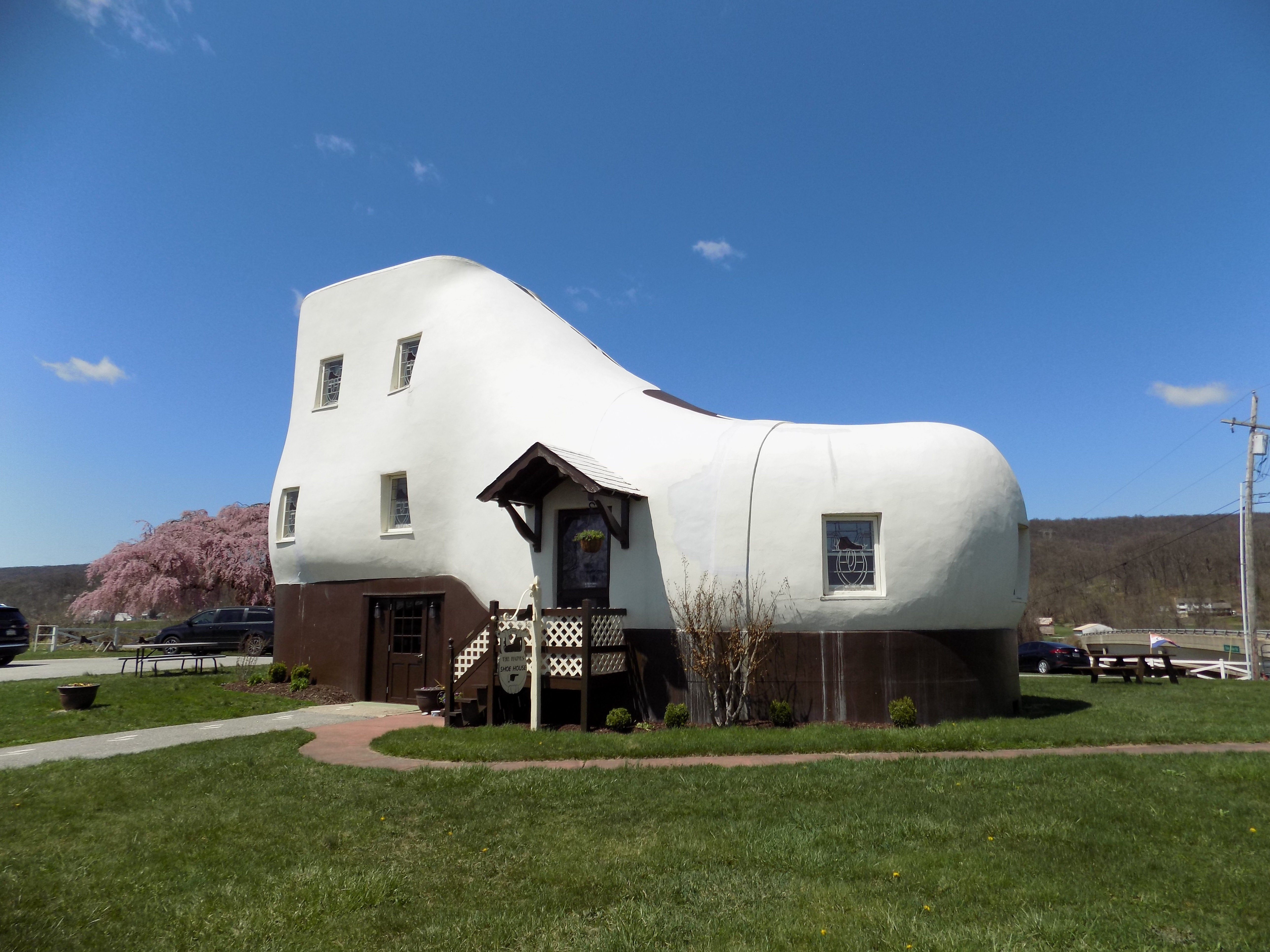
Haines Shoe House.

## Categorías

### Edificios que recuerdan a objetos o criaturas
La arquitectura mimética consiste en edificios diseñados para imitar a un objeto o criatura gigante, que a menudo guarda relación con lo que se vende, expone o realiza en su interior. Como ejemplos de pueden mencionar la Iglesia de Bodas Tacón Alto en Taiwán, la Mr. Toilet House en Corea del Sur, el Museo de la Cultura del Té en China, el edificio del Consejo Nacional de Desarrollo de la Pesca y el auditorio Chowdiah Memorial Hall en la India, el Edificio Elefante en Tailandia, la Guardería Wolfartsweier y la sede de BMW en Alemania o el Museo de Pysanka en Ucrania, por nombrar solo unos pocos.

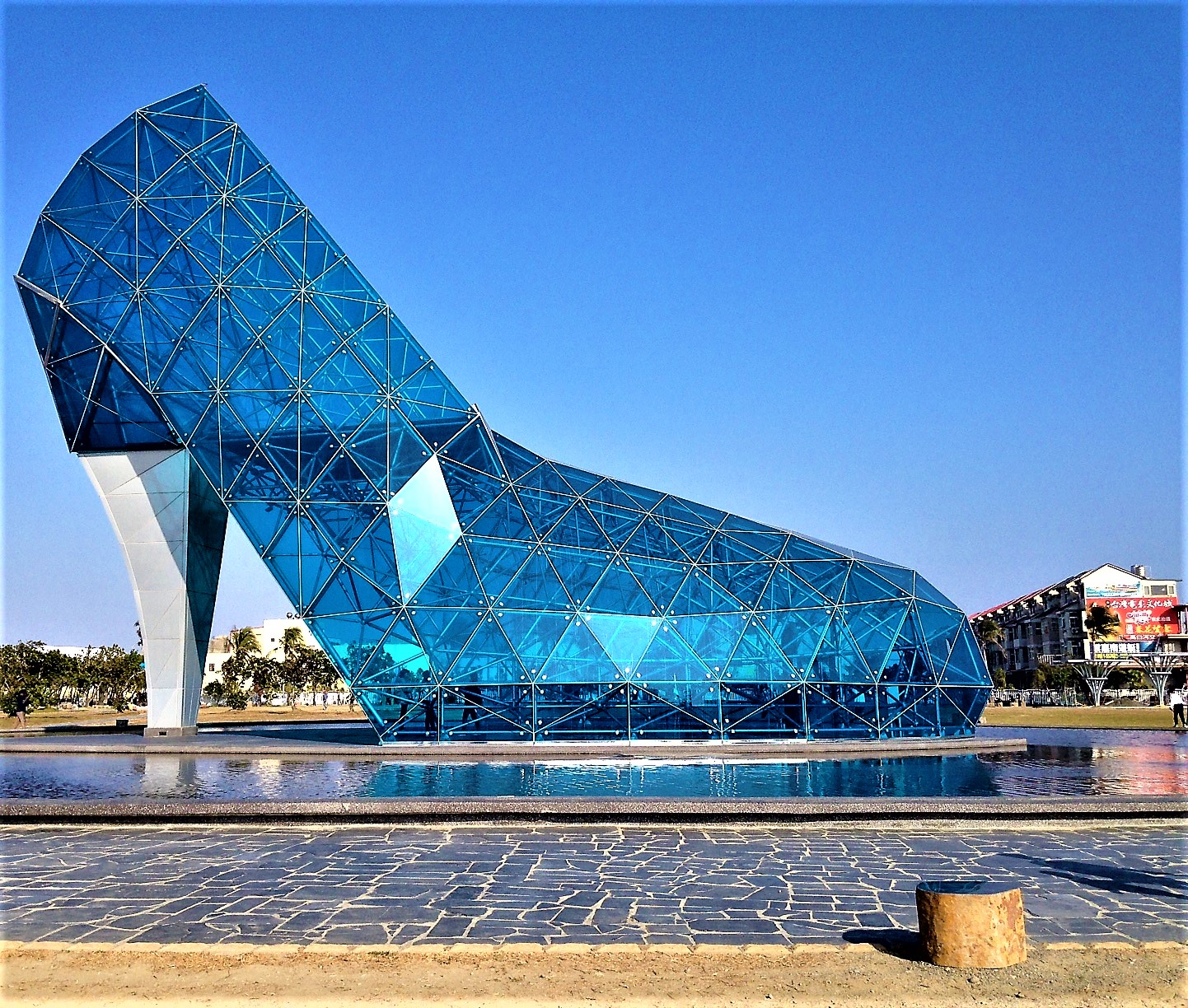
La Iglesia de Bodas Tacón Alto en Taiwán.
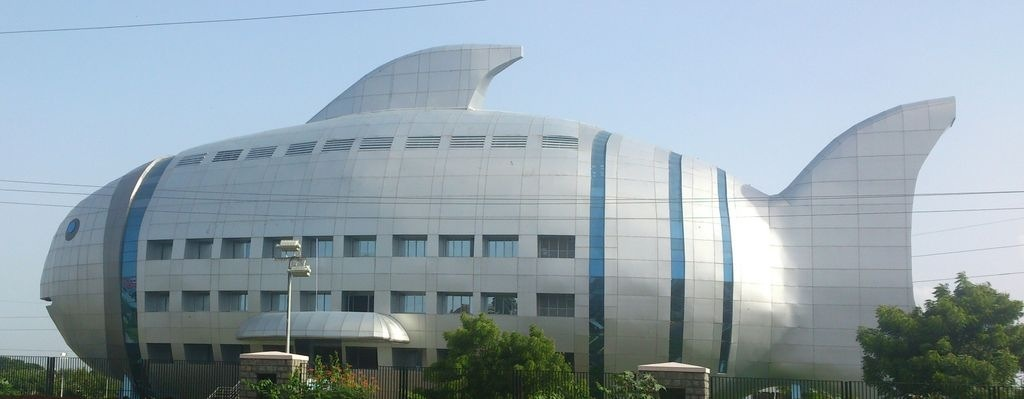
El Edificio del Consejo Nacional de Desarrollo de la Pesca en Hyderabad (India).
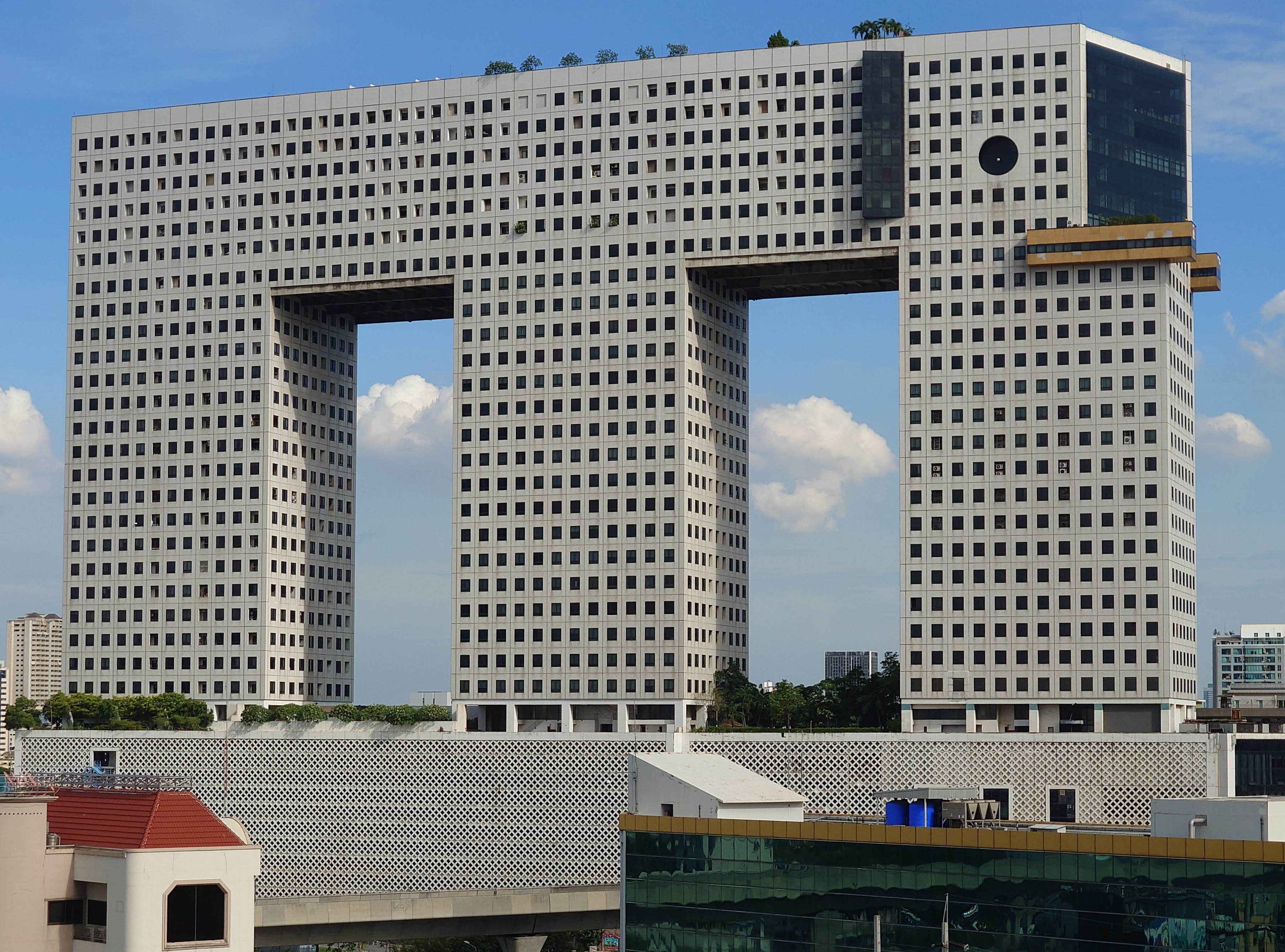
El Edificio Elefante en Bangkok.
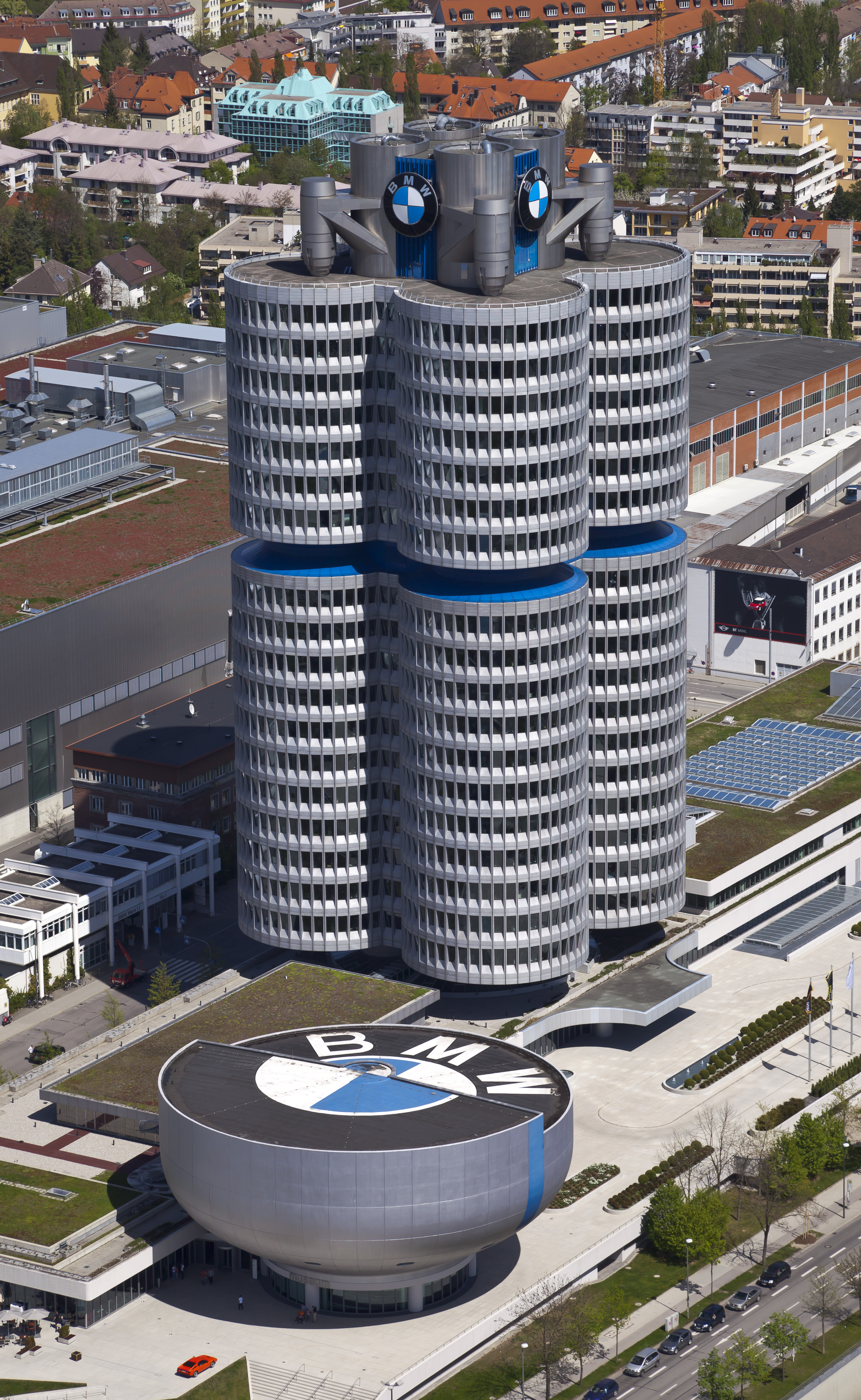
La Torre BMW en Múnich.
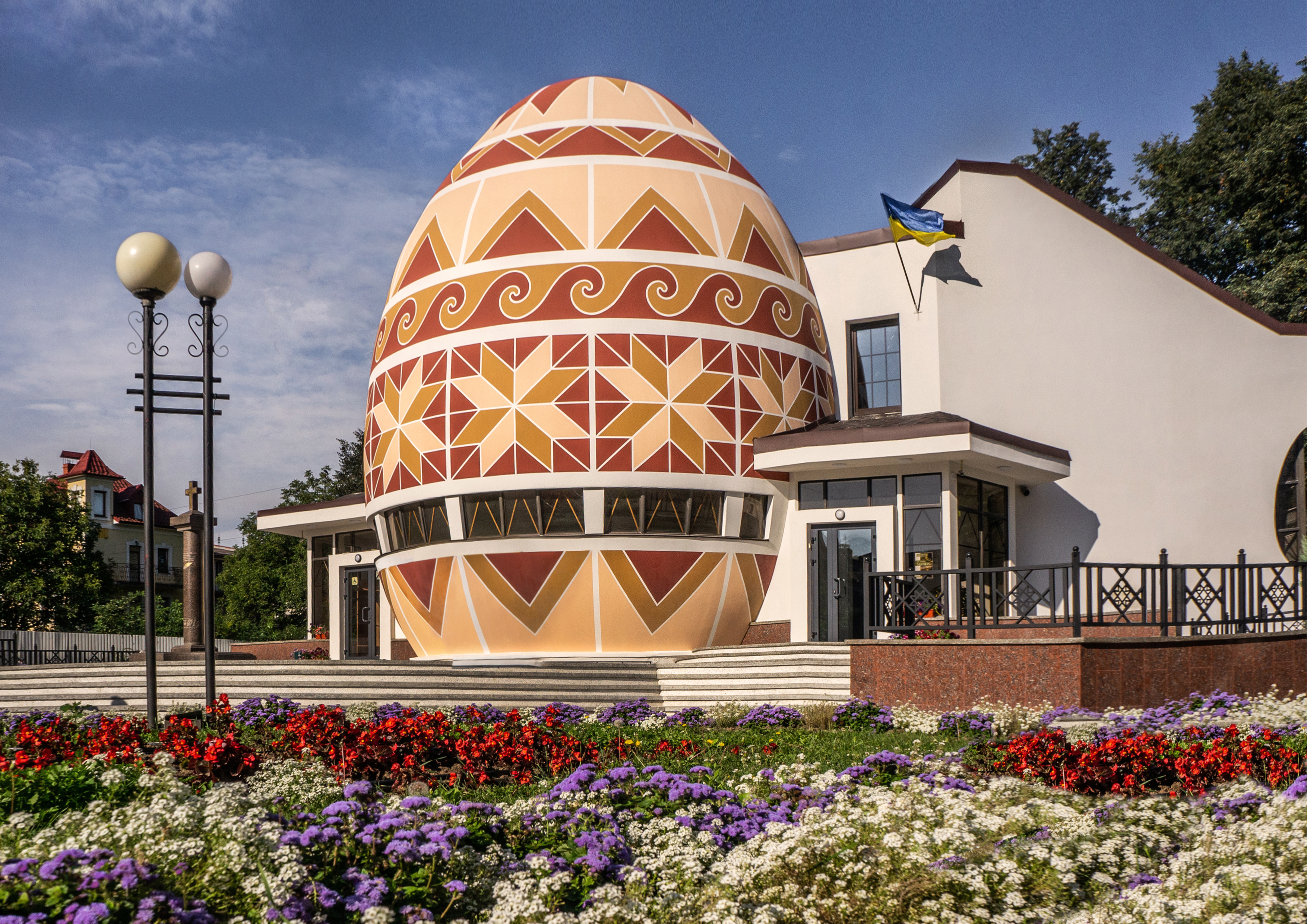
El Museo de Pysanka en Kolomyia (Ucrania).

### Edificios inspirados en monumentos célebres
Se ha construido arquitectura novedosa con la forma de monumentos célebres en China, Georgia, Japón y los Estados Unidos, por ejemplo. Estos edificios réplicas se usan con frecuencia en casinos, hoteles, centros comerciales y parques de atracciones como Disneyland, donde su aparente carácter lúdico y caprichoso tiene el objetivo de aumentar su atractivo. En algunos casos, como Carhenge, la estructura es una adaptación de un edificio conocido.
En China, el New South China Mall de Dongguan tiene una réplica de 25 metros de altura del Arco de Triunfo de París, una réplica del Campanile de San Marcos de Venecia y un canal de 2.1 kilómetros con góndolas. En Batumi, en la costa del mar Negro de Georgia, la construcción de nuevos rascacielos y la renovación del centro histórico han incluido edificios de arquitectura novedosa. Entre estas construcciones se encuentra el Hotel Sheraton, diseñado con la forma del Faro de Alejandría; la Alphabetic Tower, de 145 metros de altura, que celebra el alfabeto georgiano; Piazza, un desarrollo de uso mixto en el estilo de una plaza italiana; y varios edificios que imitan la torre inclinada de Pisa, la Acrópolis de Atenas y la Casa Blanca boca abajo. En Japón, cerca de Nagasaki, está el parque temático Huis Ten Bosch, que contiene réplicas de monumentos holandeses como el Palacio Huis ten Bosch y la torre de la catedral de Utrecht.
En los Estados Unidos, un centro comercial en Kansas City (Misuri) contiene una réplica a mitad de escala de la Giralda de Sevilla. Entre los casinos en el Las Vegas Strip con forma de arquitectura novedosa se encuentran el Luxor Hotel, con forma de pirámide; el New York-New York Hotel & Casino, diseñado para que recuerde al skyline de Nueva York; el Paris Las Vegas, que evoca a la Ópera Garnier, a la Torre Eiffel y al Museo del Louvre; y el Excalibur Hotel and Casino, diseñado a modo de castillo del rey Arturo (Camelot). En Macao, The Venetian Macao, al igual que su homólogo de Las Vegas, contiene una réplica del Campanile de San Marcos y otros monumentos de Venecia.

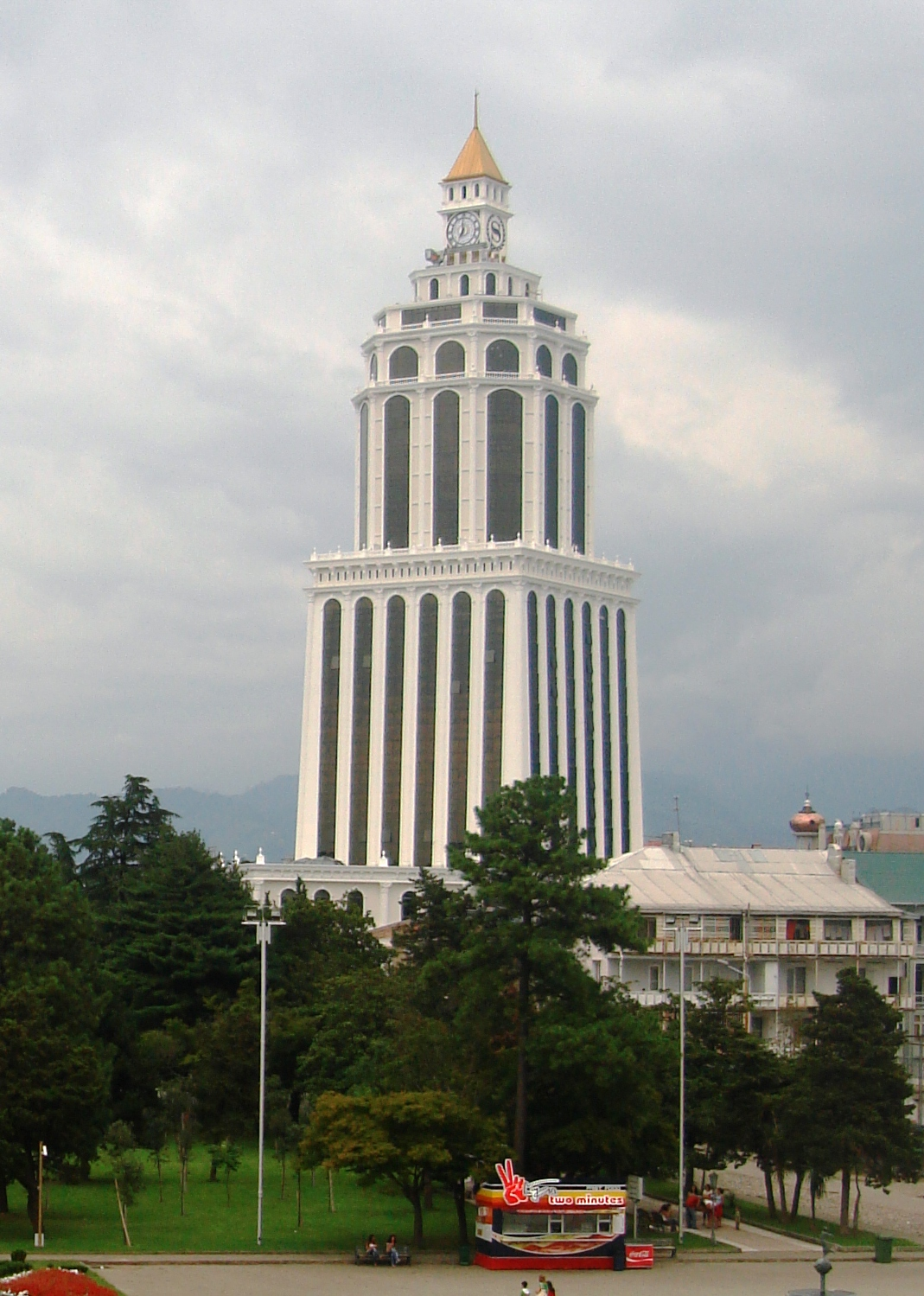
El Hotel Sheraton de Batumi.
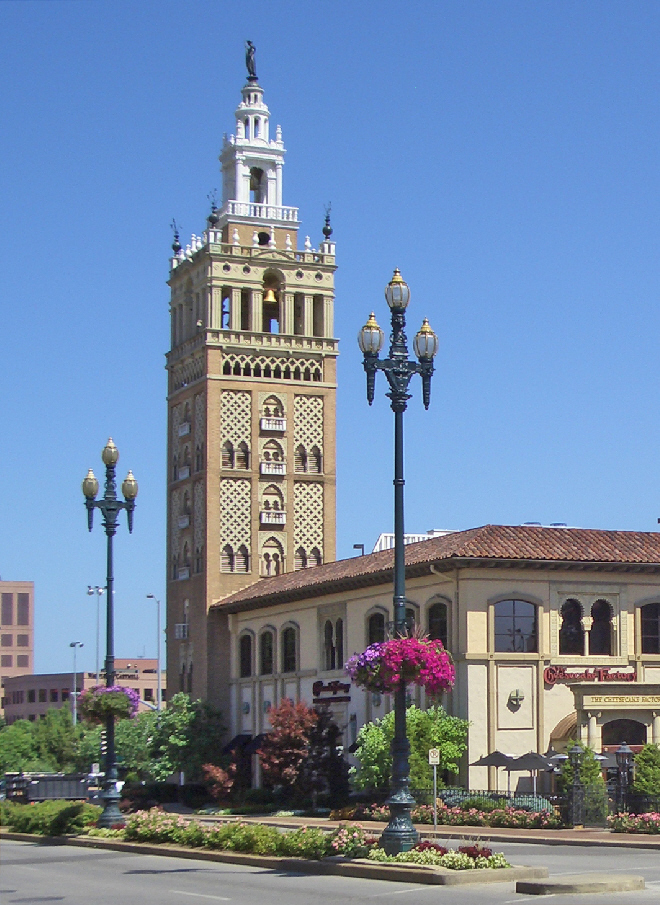
La Giralda de Kansas City.
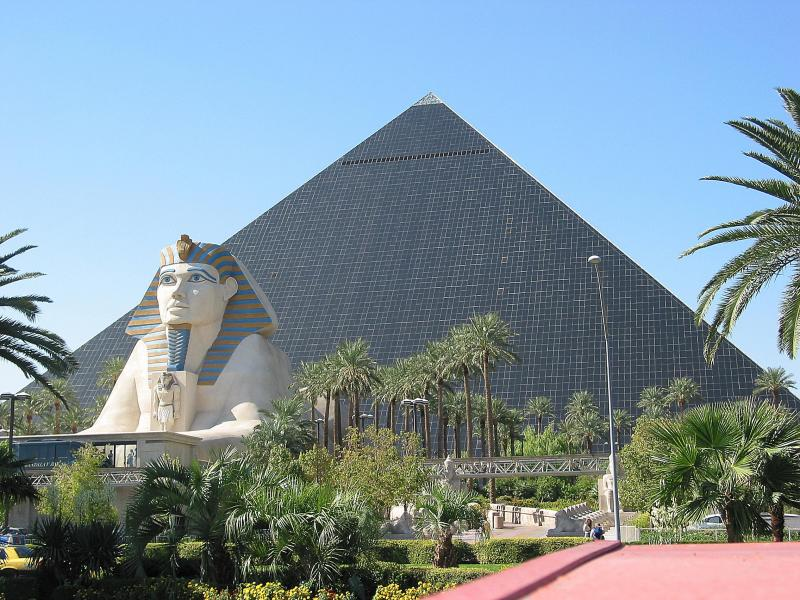
El Luxor Hotel de Las Vegas.
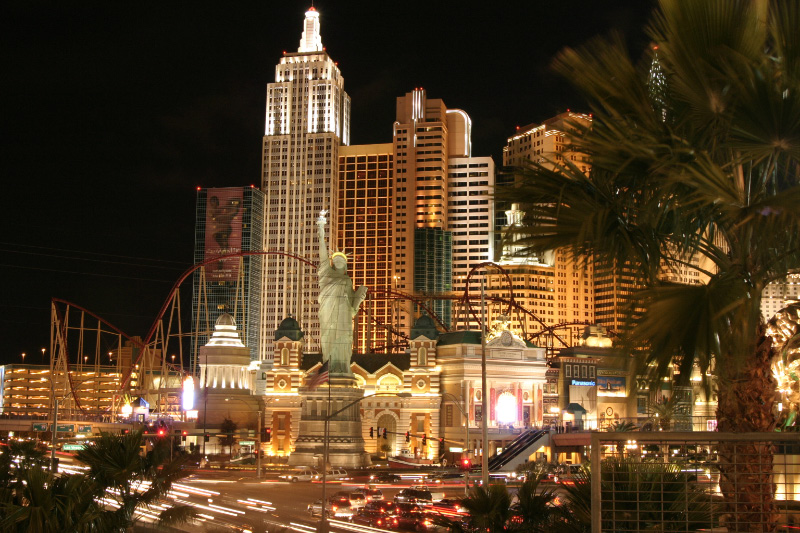
El casino New York-New York de Las Vegas.
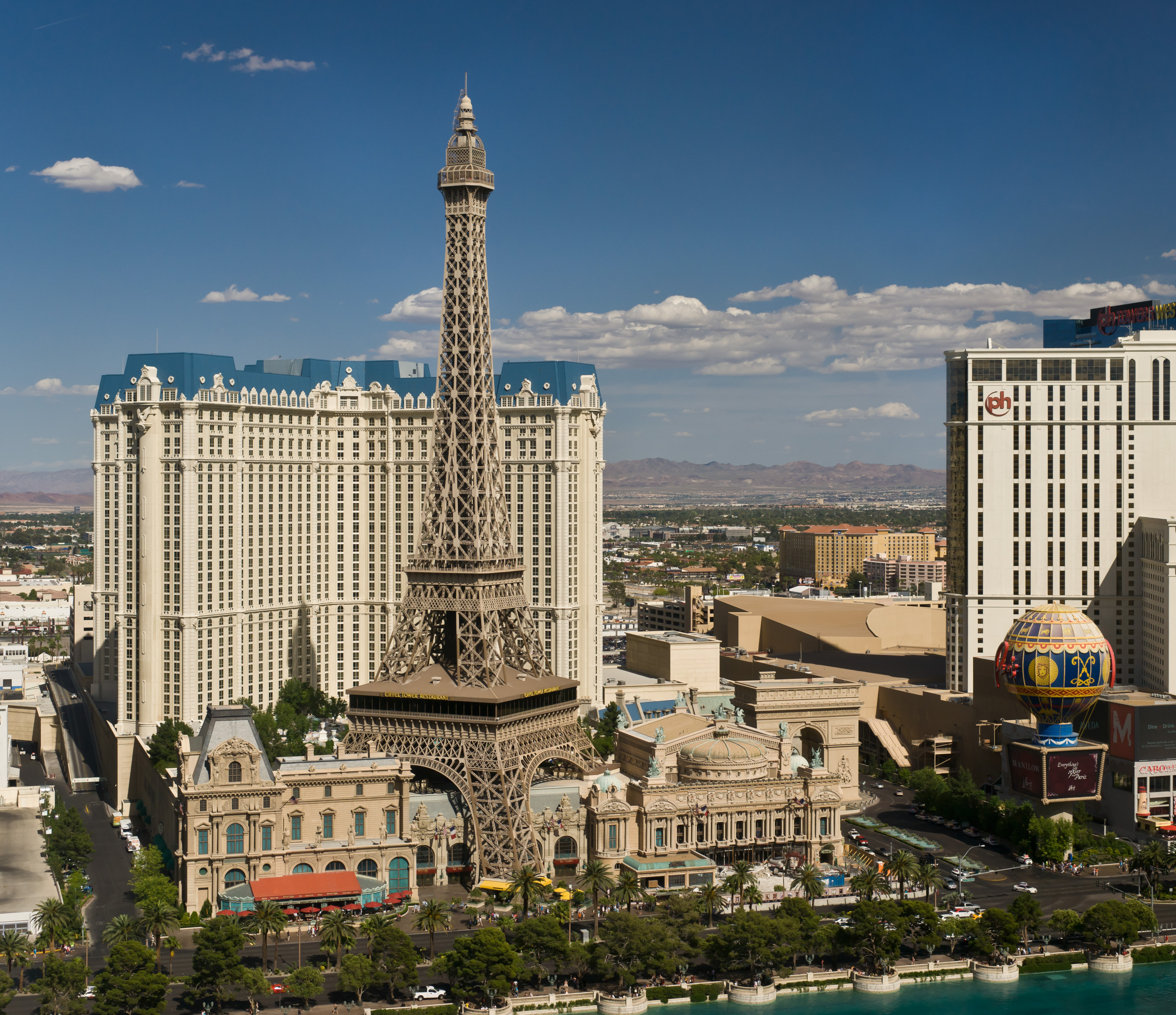
El Paris Las Vegas.
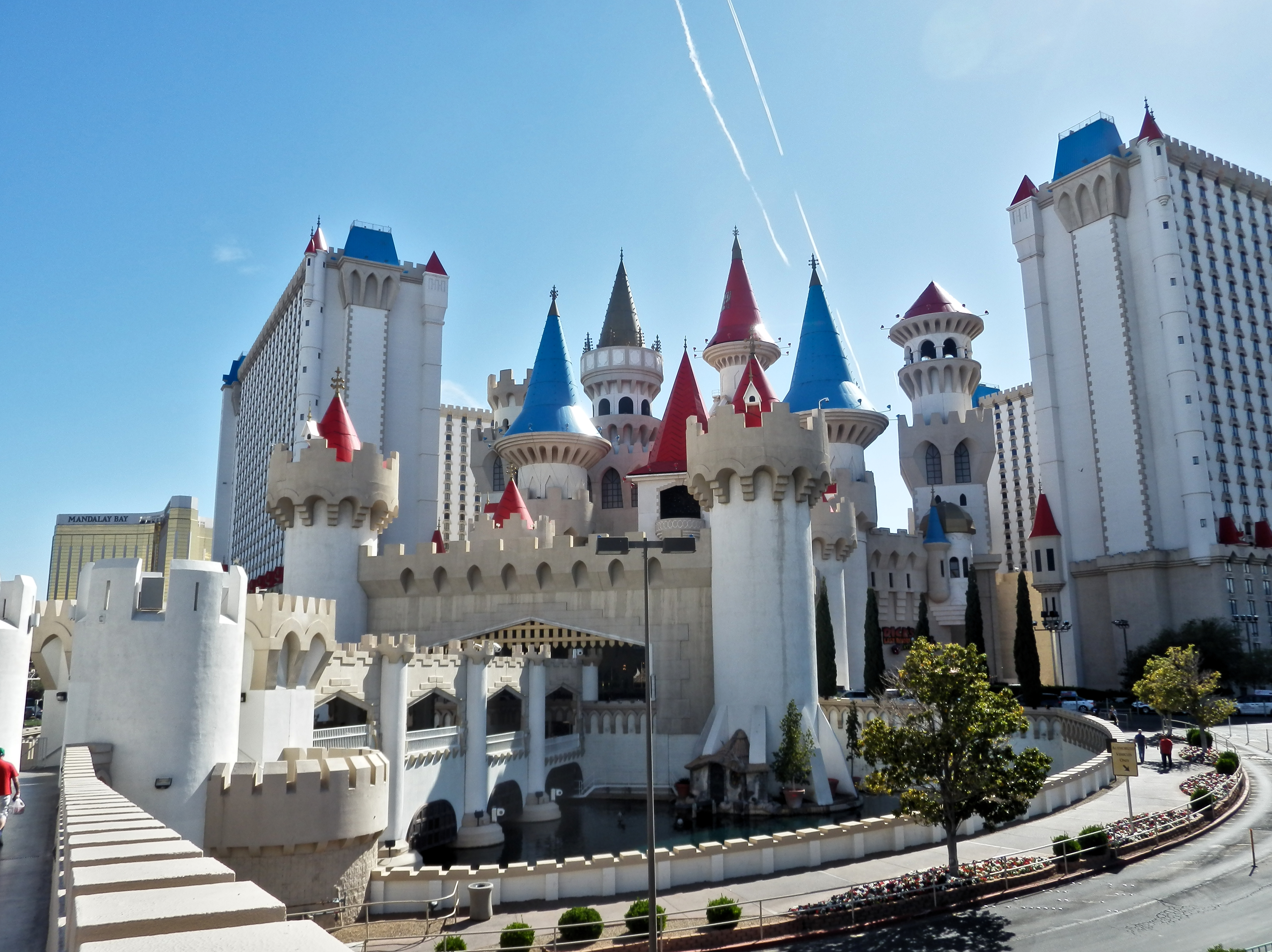
El Excalibur Hotel and Casino.

### Torres de agua y depósitos de almacenamiento
Las torres de agua y los depósitos de almacenamiento, que con frecuencia son elementos muy prominentes en localidades pequeñas, son dos tipos de construcciones que han sido diseñadas o decoradas para recordar a objetos cotidianos. Hay muchas versiones de este tipo de arquitectura novedosa: hay torres de agua con muchas formas, entre ellas melocotones, cafeteras, teteras, mazorcas de maíz, botellas de vino y salsa, flotadores y fresas. Algunas cervecerías y otros negocios también han diseñado tanques de almacenamiento con forma de latas gigantes de cerveza u otros recipientes.

### Esculturas gigantes
Las esculturas de objetos ordinarios elevados al tamaño de un edificio son otro aspecto de la arquitectura novedosa. Estas esculturas aparecen en parques y atracciones de carretera o museos en Australia, Canadá, Japón, Nueva Zelanda, Filipinas y los Estados Unidos. Con frecuencia, representan la fauna local, como peces u otros animales salvajes; plantas locales, como manzanas o piñas; personajes locales, como Paul Bunyan; comida; equipamiento deportivo o mecánico, como bates, pelotas o neumáticos gigantes; instrumentos musicales, como guitarras; ropa, como botas gigantes; o criaturas populares, como dinosaurios.
En algunos casos, la escultura gigante proporciona una referencia para el edificio al que está conectada. Son ejemplos de esto el bate de béisbol gigante situado en el exterior del Louisville Slugger Museum & Factory y los aviones de papel gigantes en el Aeropuerto Internacional de Cleveland-Hopkins.

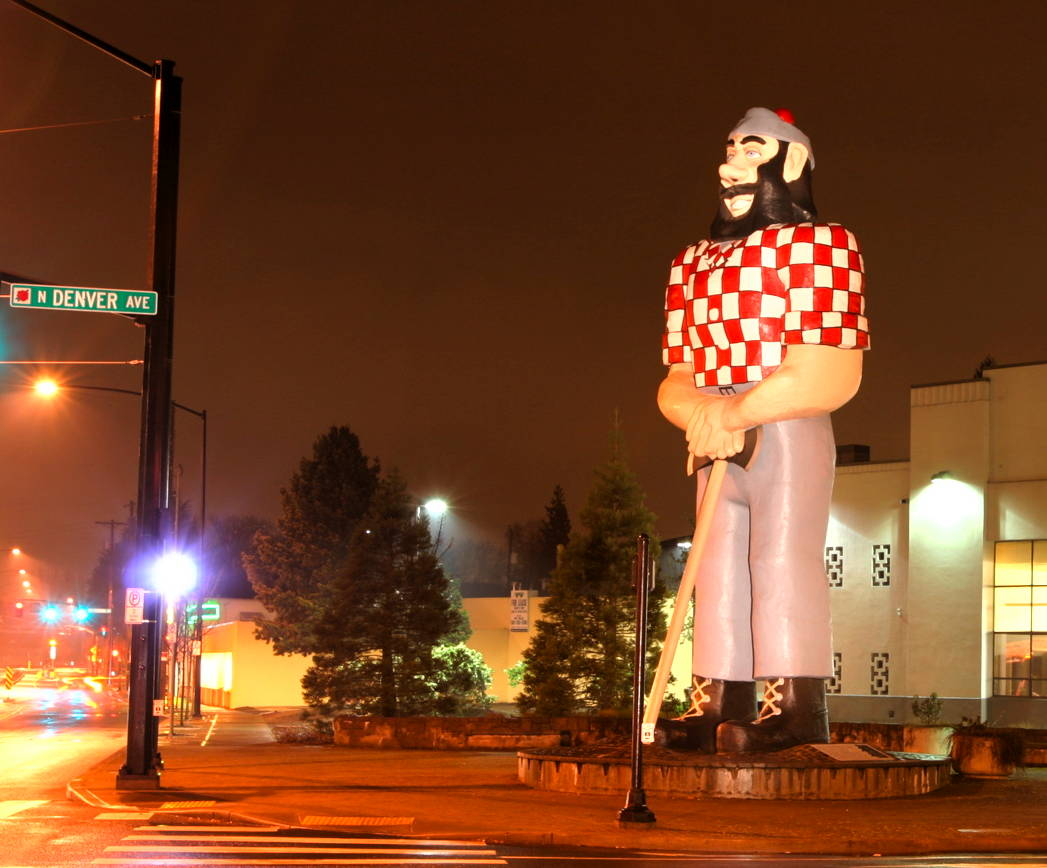
Estatua de Paul Bunyan (1959), en Portland (Oregón).
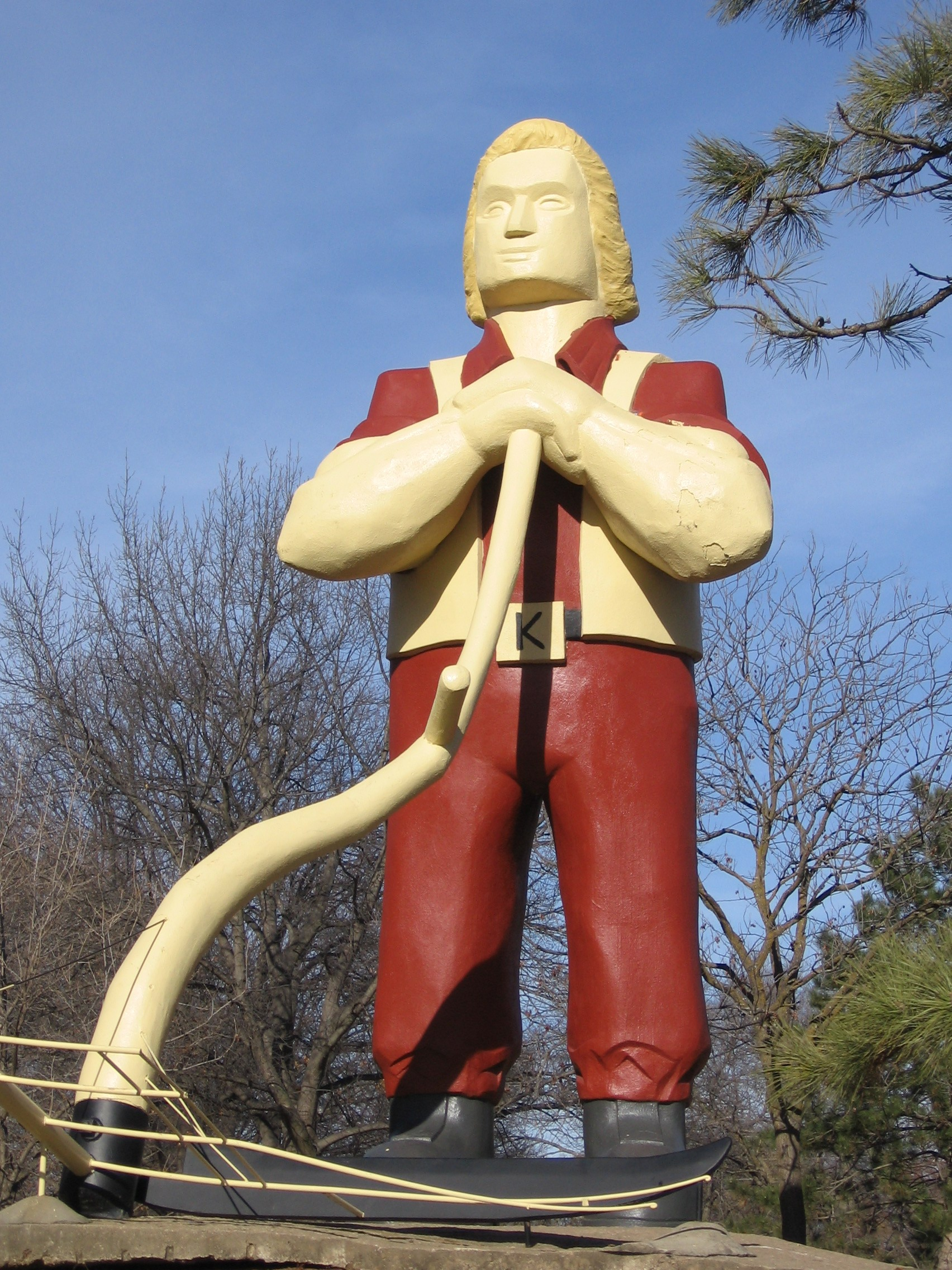
Estatua de Johnny Kaw (1966), en Manhattan (Kansas).
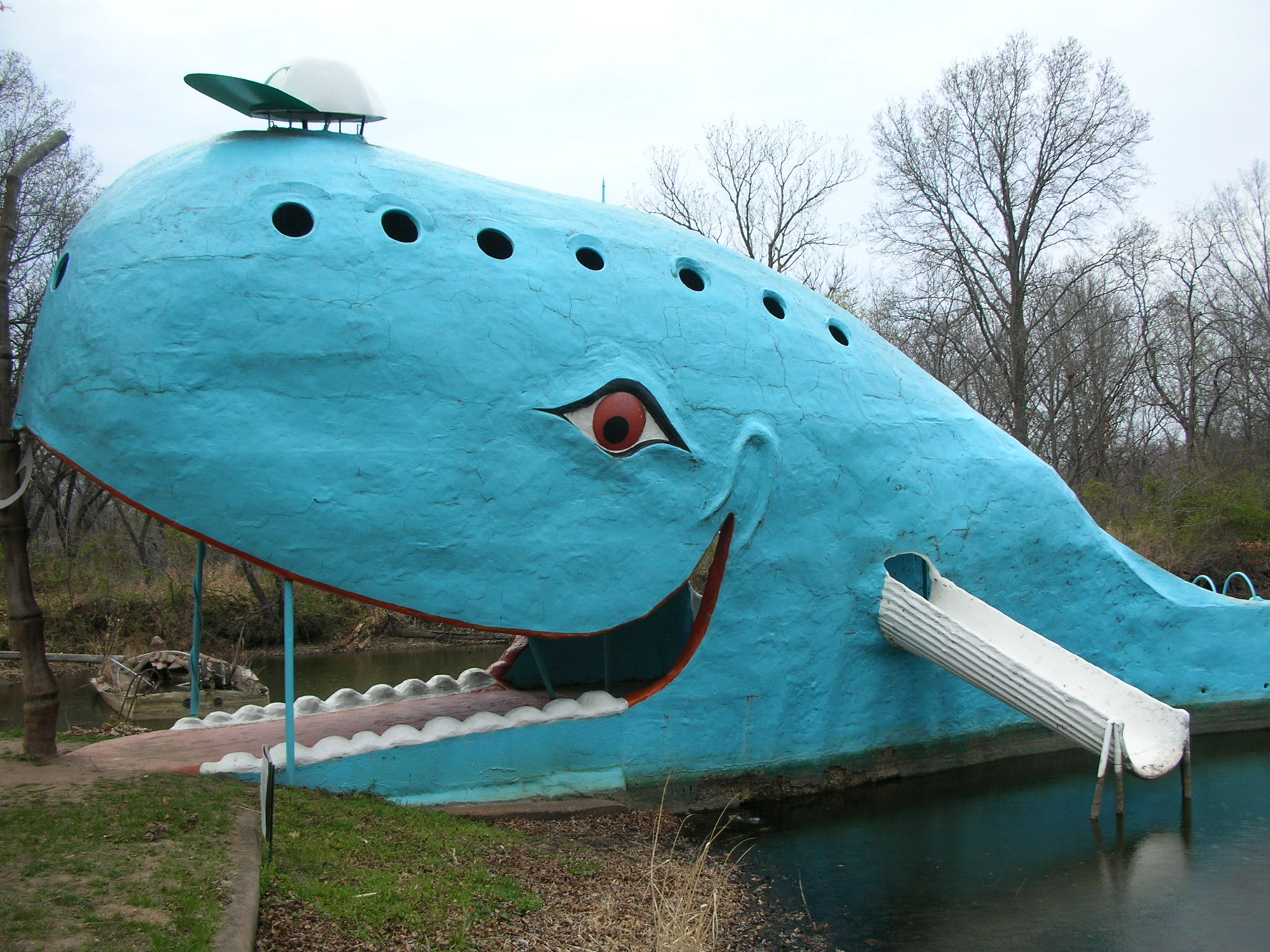
La ballena azul de Catoosa (Oklahoma).
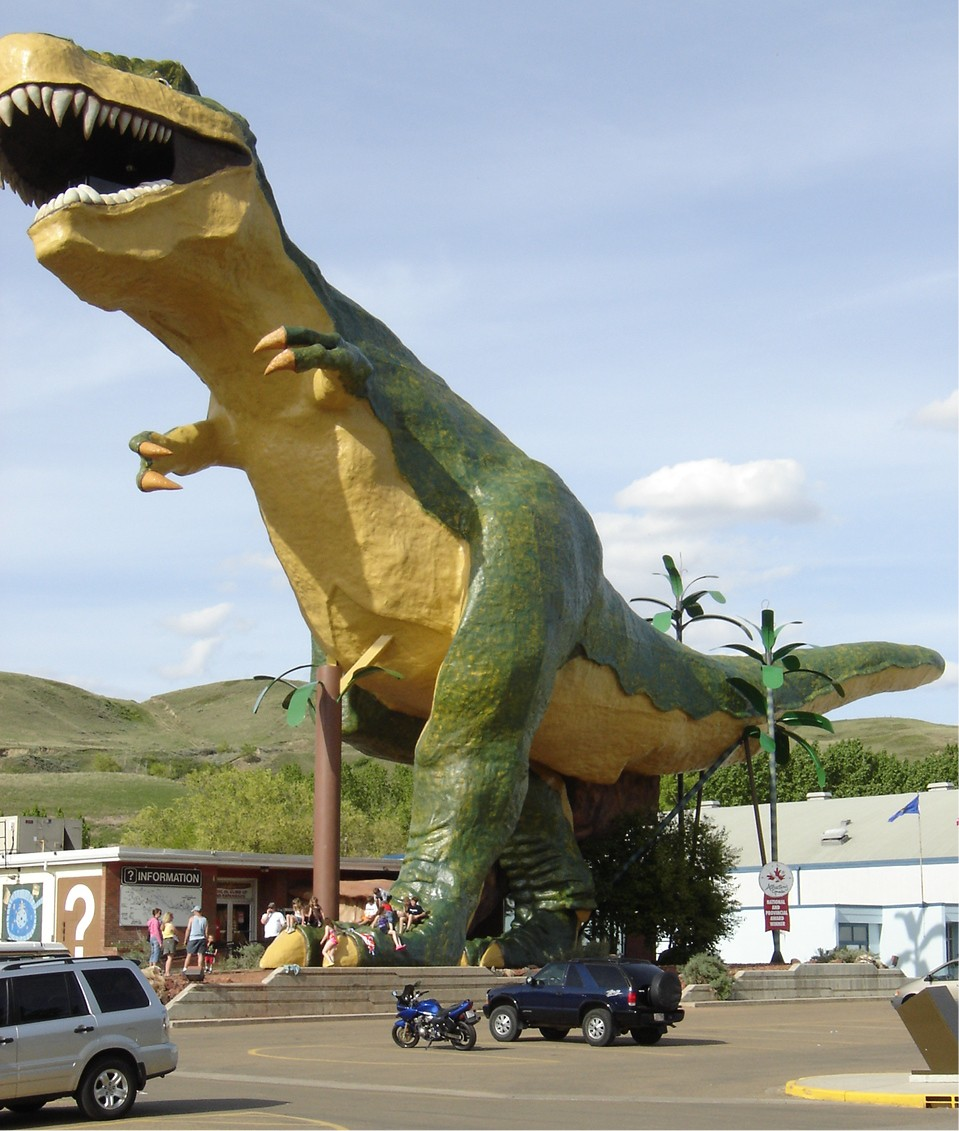
El «dinosaurio más grande del mundo» (2000), en Drumheller (Canadá).
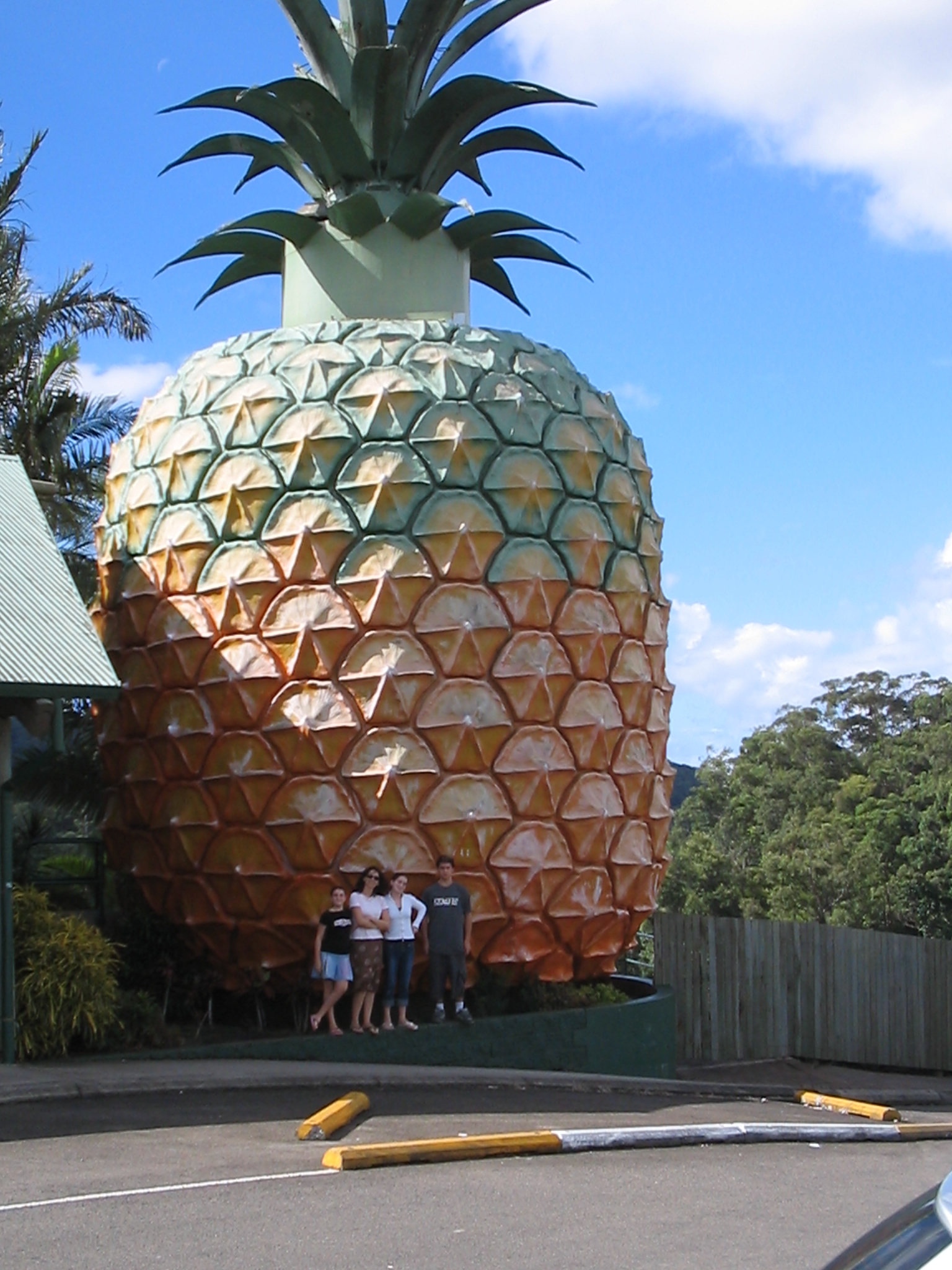
La Gran Piña en Nambour (Australia).
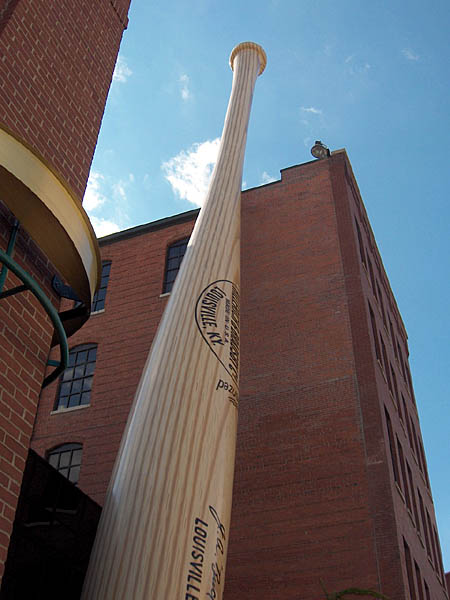
El bate gigante del Louisville Slugger Museum & Factory.

### Otros estilos
La arquitectura popular de las décadas de 1950 y 1960 en el sur de California y en la Florida se caracteriza por sus esquinas afiladas, cubiertas inclinadas, diseños con forma de estrella y formas extravagantes. Este estilo pasó a ser conocido como googie, doo wop o populuxe.
La arquitectura de empresas con una larga trayectoria cuyos elementos son conocidos pueden calificarse todavía como arquitectura novedosa; entre los ejemplos de esto se encuentra el diseño original de arcos dorados de McDonald's y el diseño autorreferencial de los restaurantes de White Castle.